# To Dream Again
To Dream Again är en låt framförd av Lynn Chircop. Den är skriven av Alfred Zammit och Cynthia Sammut.
Låten var Maltas bidrag i Eurovision Song Contest 2003 i Riga i Lettland. I finalen den 24 maj slutade den på tjugofemte plats med 4 poäng.